# Blue Bowl 2006
Il Blue Bowl 2006 è la 1ª edizione della coppa nazionale di football americano, organizzata dalla MAFL.

## Squadre partecipanti
| Club                   | Città       | Stadio | Sponsor ufficiale | Risultato nella stagione 2015 |
| ---------------------- | ----------- | ------ | ----------------- | ----------------------------- |
| Budapest Black Knights | Budapest    |        |                   |                               |
| Budapest Cowboys       | Budapest    |        |                   |                               |
| Budapest Wolves        | Budapest    |        | ARD7              |                               |
| Debrecen Gladiators    | Debrecen    |        |                   |                               |
| Szolnok Soldiers       | Szolnok     |        |                   |                               |
| Nyíregyháza Tigers     | Nyíregyháza |        |                   |                               |
| Győr White Sharks      | Győr        |        |                   |                               |
| Veszprém Wildfires     | Veszprém    |        |                   |                               |

## Stagione regolare

### Calendario

#### 1ª giornata
| Budapest 2 settembre 2006, ore 12:00 | Budapest Black Knights | 60 – 3 (6-0 21-0 15-3 18-0) referto | Szolnok Soldiers | Szőnyi úti Stadion (300 spett.) |

#### 2ª giornata
| Debrecen 10 settembre 2006, ore 13:00 | Debrecen Gladiators | 20 – 63 | Budapest Wolves | Nagyerdei Stadion (250 spett.) |

| Veszprém 10 settembre 2006, ore 17:00 | Veszprém Wildfires | 0 – 65 (0-20 0-20 0-16 0-9) | Győr White Sharks | Egyetemi Stadion (500 spett.) |

#### 3ª giornata
| Nagykálló 16 settembre 2006, ore 13:00 | Nyíregyháza Tigers | 6 – 43 (6-0 0-22 0-14 0-7) | Budapest Cowboys | Sportelep (700 spett.) |

| Budapest 17 settembre 2006, ore 13:00 | Budapest Black Knights | 7 – 52 (0-14 7-24 0-7 0-7) | Budapest Wolves | Szőnyi úti Stadion (350 spett.) |

#### 4ª giornata
| Rákóczifalva 24 settembre 2006, ore 13:00 | Szolnok Soldiers | 6 – 63 (0-14 0-14 6-14 0-21) | Debrecen Gladiators | Sporttelep (350 spett.) |

#### 5ª giornata
| Budapest 30 settembre 2006, ore 13:00 | Budapest Cowboys | 88 – 0 | Veszprém Wildfires | Szőnyi úti Stadion (300 spett.) |

| Győr 1º ottobre 2006, ore 13:00 | Győr White Sharks | 73 – 7 | Nyíregyháza Tigers | Győri Dózsa Sporttelep (200 spett.) |

### Classifiche
Le classifiche della regular season sono le seguenti:
- PCT = percentuale di vittorie, G = partite giocate, V = partite vinte,  P = partite perse, PF = punti fatti, PS = punti subiti

#### Girone A
| Pos. | Squadra                | PCT   | G | V | N | P | PF  | PS  |
| ---- | ---------------------- | ----- | - | - | - | - | --- | --- |
| 1    | Budapest Wolves        | 1.000 | 2 | 2 | 0 | 0 | 115 | 27  |
| 2    | Debrecen Gladiators    | .500  | 2 | 1 | 0 | 1 | 83  | 69  |
| 3    | Budapest Black Knights | .500  | 2 | 1 | 0 | 1 | 67  | 55  |
| 4    | Szolnok Soldiers       | .000  | 2 | 0 | 0 | 2 | 9   | 123 |

#### Girone B
| Pos. | Squadra            | PCT   | G | V | N | P | PF  | PS  |
| ---- | ------------------ | ----- | - | - | - | - | --- | --- |
| 1    | Győr White Sharks  | 1.000 | 2 | 2 | 0 | 0 | 138 | 7   |
| 2    | Budapest Cowboys   | 1.000 | 2 | 2 | 0 | 0 | 131 | 6   |
| 3    | Nyíregyháza Tigers | .000  | 2 | 0 | 0 | 2 | 13  | 116 |
| 4    | Veszprém Wildfires | .000  | 2 | 0 | 0 | 2 | 0   | 153 |

## Playoff

### Tabellone
|  | Semifinali | Semifinali          | Semifinali |                     |    | I Blue Bowl     | I Blue Bowl | I Blue Bowl |  |
|  |            |                     |            |                     |    |                 |             |             |  |
|  | 1A         | Budapest Wolves     | 75         |                     |    |                 |             |             |  |
|  | 1A         | Budapest Wolves     | 75         |                     |    |                 |             |             |  |
|  | 2B         | Budapest Cowboys    | 0          |                     |    |                 |             |             |  |
|  | 2B         | Budapest Cowboys    | 0          |                     | 1A | Budapest Wolves | 63          |             |  |
|  |            |                     |            |                     | 1A | Budapest Wolves | 63          |             |  |
|  |            |                     | 2A         | Debrecen Gladiators | 20 |                 |             |             |  |
|  | 1B         | Győr White Sharks   | 2A         | Debrecen Gladiators | 20 | 21              |             |             |  |
|  | 1B         | Győr White Sharks   |            |                     |    |                 |             |             |  |
|  | 2A         | Debrecen Gladiators | 37         |                     |    |                 |             |             |  |

### Semifinali
| Győr 14 ottobre 2006, ore 13:00 | Győr White Sharks | 21 – 37 (0-7 7-14 7-6 7-10) | Debrecen Gladiators | Bácsai Sporttelep (150 spett.) |

| Budapest 15 ottobre 2006, ore 13:00 | Budapest Wolves | 75 – 0 (7-0 20-0 14-0 34-0) | Budapest Cowboys | Szőnyi úti Stadion (1000 spett.) |

### I Blue Bowl
| Arbitri: | Udvardi Szep Cserjés Szerényi S. Takács Báder B. Kiss |

| |           | |
| Király 7':42" Q1 (TD) 13yd pass from Madarász Stumpf Q1 (pat) P. Cseperkáló 0':10" Q1 (TD) 26yd run Stumpf Q1 (pat) K. Piros 11':40" Q3 (TD) 49yd pass from V. Jordán Stumpf Q3 (pat) } P. Cseperkáló 8':45" Q3 (TD) 94yd run Stumpf Q3 (pat) } P. Cseperkáló 3':47" Q3 (TD) 24yd run Stumpf Q3 (pat) Király 0':08" Q3 (TD) 47yd pass from V. Jordán Stumpf Q3 (pat) Iványi 6':29" Q4 (TD) 5yd pass from V. Jordán Stumpf Q4 (pat) T. Kovács 5':19" Q4 (TD) 41yd interception return Stumpf Q4 (pat) V. Jordán 1':52" Q4 (TD) 19yd run Stumpf Q4 (pat) | Marcatori | R. Hanász 1':46" Q3 (TD) 52yd run L. Vörös Q3 (pat) L. Nánássy 3':17" Q4 (TD) 6yd pass from Urgyán L. Vörös Q4 (pat) R. Hanász 1':16" Q4 (TD) 33yd pass from J. Selmser |

## Verdetti
- Budapest Wolves Vincitori del Blue Bowl 2006